# Живојин Бацић
Живојин Д. Бацић (Неготин, 1872—положај Камаљ, Љиг, 1914) био је српски пуковник, ађутант краља Петра I Карађорђевића и командант 13. пука „Хајдук Вељко” другог позива.

## Биографија
Рођен је 9. јануара 1872. године у Неготину. Основну школу завршио је у родном месту, а седам разреда гимназије у Зајечару. Нишу школу Војне академије уписао је 1890. године као питомац 27. класе. На завршетку школовања 1893. био је 23. у рангу од 47 питомаца. И)сте године произведен је у пешадијског потпоручника. Четири године касније одабран је за полазника Више школе војне академије коју је завршио у Београду 1899. године и исте године постао капетан друге класе. Као капетан, 1903. године био је командир у Петом пешадијском пуку „Краљ Милан” у Ваљеву. За ађутанта краља Петра I Карађорђевића постављен је 1909. године. Учествовао је у балканским ратовима. У Првом Живојин Бацић је био командант 5. прекобројног пука "Ибарске војске" - која је ослободила Нови Пазар. А у Другом се нарочито истакао приликом опсаде Видина.

## Колубарска битка
Уочи Колубарске битке, 14. новембра 1914. године, по наређењу команданта Треће армије, генерала Павла Јуришића Штурма, Тимочка дивизија кренула ка положају Камаљ, да би га преотела од непријатеља. Убрзо су, међутим, батаљони 13. пука „Хајдук Вељко” другог позива, оставши без муниције, морали да одступе.
Пошто је дозволио да се остатак војске повуче, да би организовали одбрану у позадини, Бацић је са два ордонанса, остао на положају на којем подлеже од добијених рана. Аустоугарски генерал Апер наредио је да се пуковник сахрани уз све војне почасти, те да му се подигне споменик као противнику достојном поштовања и дивљења. Сахрањен је поред реке Љиг.
Међутим у едицији "Велики рат Србије за ослобођење и уједињење Срба, Хрвата и Словенаца" наводи се : 
Командант 13. пука пуковник Живојин Бацић заустављајући бегунце био је тешко рањен и остављен на бојишту, а доцније како се сазнало, умро је у непријатељској болници.
Овај податак баца потпуно друго светло на његову смрт.
За своју исказану храброст одликован је Орденом Карађорђеве звезде са мачевима. Тридесетих година 20. века његово тело је пренесено у темеље нове цркве Светог Јована у Љигу.
У Љигу му је децембра 1992. године постављена бронзана спомен-биста. На љишкој цркви, налази се и спомен-плоча, њему посвећена.